# Baldwin County (Alabama)
Das Baldwin County ist ein County im US-Bundesstaat Alabama. Der Verwaltungssitz (County Seat) ist Bay Minette.

## Geographie
Das County liegt fast im äußersten Südwesten von Alabama, grenzt im Südosten an Florida und im Südwesten an die Mobile Bay bzw. den Golf von Mexiko. Es hat eine Fläche von 5.248,5 Quadratkilometern, wovon 1.132,7 Quadratkilometer Wasserfläche sind. An das Baldwin County grenzen folgende Nachbarcountys:
| Washington County | Clarke County | Monroe County, Escambia County |
| Mobile County     | Kompass       | Escambia County (Florida)      |
|                   |               |                                |

Das County wird vom Office of Management and Budget zu statistischen Zwecken als 	Daphne–Fairhope–Foley, AL Metropolitan Statistical Area geführt.

### Inseln
Dem Festland und der Mobile Bay sind im Golf von Mexiko eine Reihe von Inseln vorgelagert, die zum Baldwin County gehören:
- Aikin Island
- Alligator Island
- Big Island
- Canal Island
- Deadlake Island
- Edith Hammock
- Fisher Island
- Gilchrist Island
- Grass Island
- Gravine Island
- Larry Island
- Mound Island
- Ono Island
- Perdido Key
- Rabbit Island
- Richardson Island
- Robinson Island
- Runamuck Island
- South Island
- Walker Island

## Geschichte

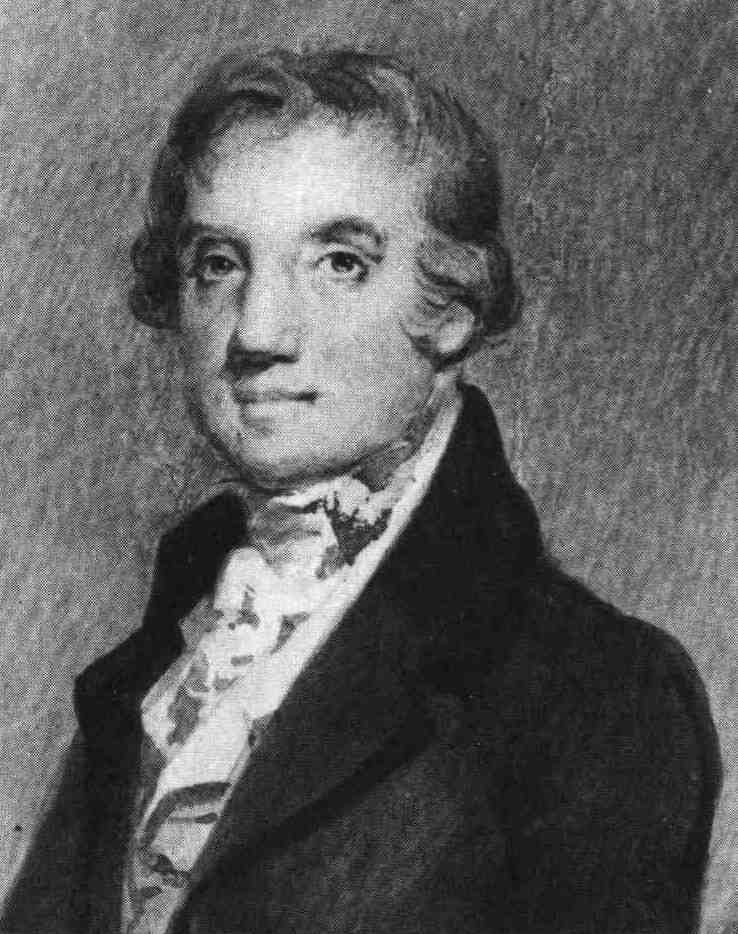
A. Baldwin

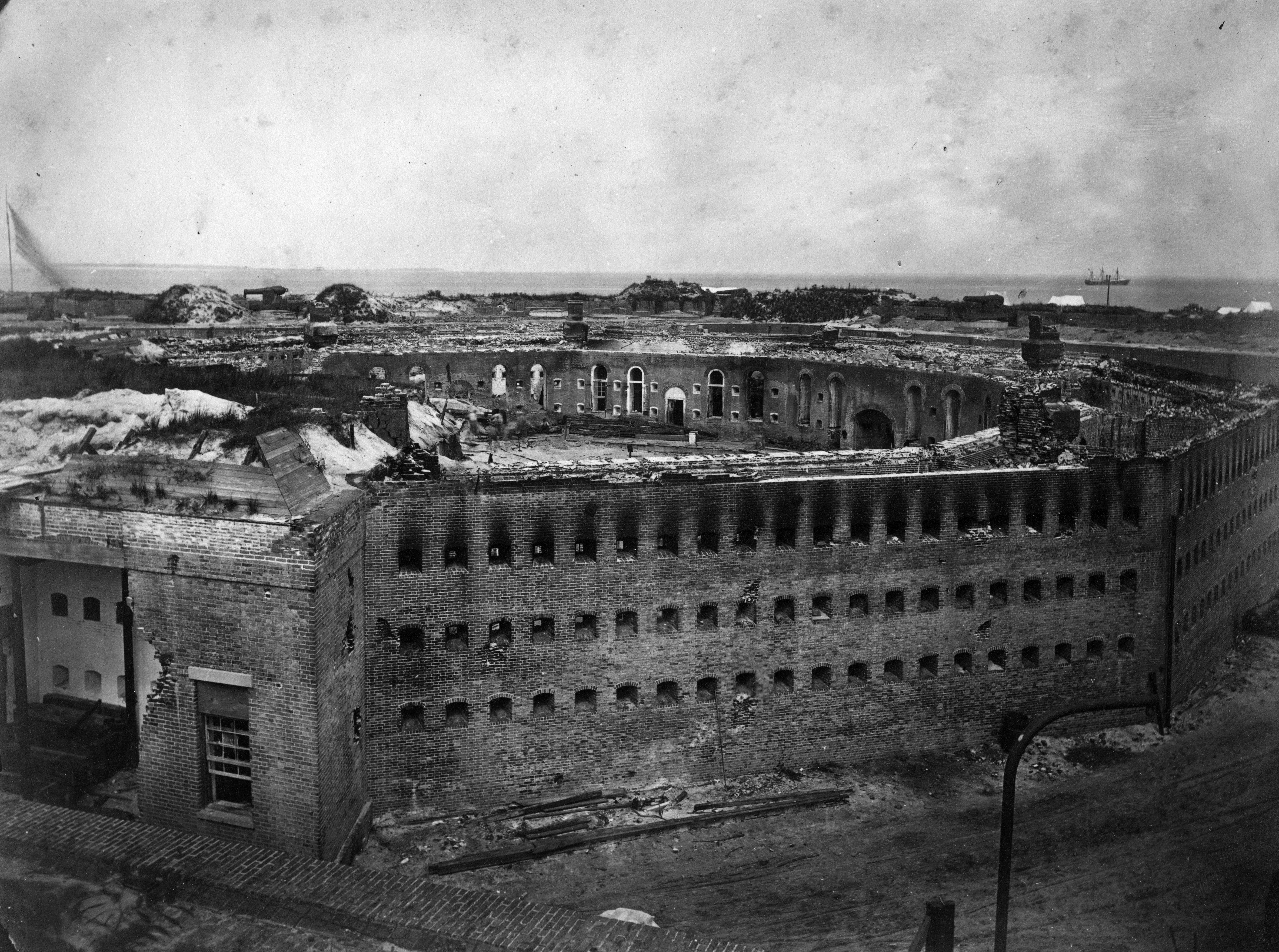
Fort Morgan hat seit Dezember 1960 den Status eines National Historic Landmarks.

Die Gegend war ein Siedlungsgebiet der Mississippi-Kultur, wovon die Fundstätte Bottle Creek Indian Mounds Zeugnis abgibt. Aufgrund der Lage am Golf war das County Durchzugsgebiet der frühesten europäischen Erkundungsmissionen im Süden der heutigen Vereinigten Staaten. Von der Mitte des 16. Jahrhunderts an war es nacheinander in Händen der Spanier, Franzosen und Briten. Mit dem Frieden von Paris wurde Baldwin County Hoheitsgebiet der Vereinigten Staaten. 1798 ging es im neu geschaffenen Mississippi-Territorium auf. Das Baldwin County wurde am 21. Dezember 1809 auf Beschluss der State Legislature des Alabama-Territoriums aus Teilen des Washington County gebildet, zehn Jahre bevor Alabama zum Bundesstaat wurde. Benannt wurde es nach Abraham Baldwin (1754–1807), einem der Gründerväter der Vereinigten Staaten, Feldprediger im Amerikanischen Unabhängigkeitskrieg und Delegierten auf dem Zweiten Kontinentalkongress sowie dem Verfassungskonvent der Vereinigten Staaten. Von 1789 bis 1807 war er für Georgia Abgeordneter im Senat beziehungsweise im Repräsentantenhaus.
Erster County Seat war McIntosh Bluff und ab 1810 Blakeley, das es bis zum Ende des Sezessionskriegs blieb. Im Creek-Krieg war das County im August 1813 Schauplatz des Massakers von Fort Mims, bei dem eine Fraktion der Muskogee mehr als 250 Siedler, Milizangehörige und Angehörige der gegnerischen Fraktion töteten. Im Bürgerkrieg nutzten die Konföderierten die Salzlagerstätten am Golf. Während der Schlacht in der Mobile Bay im August 1864 war Fort Morgan eine stark umkämpfte Stellung, bei der die USS Tecumseh versenkt wurde. Im April 1865 fand im County mit der Schlacht von Fort Blakeley das letzte größere Bodengefecht des Bürgerkriegs statt, das in knapp 2.000 Gefallenen und Verwundeten resultierte. Im Februar 1901 löste Bay Minette Daphne ab, das seit 1868 County Seat gewesen war. Als sich das dortige Courthouse weigerte, seine Dokumente an die neue Hauptstadt abzugeben, wurden diese im Oktober 1901 von Bürgern aus Bay Minette gestohlen.
62 Bauwerke und Stätten im County sind im National Register of Historic Places (NRHP) eingetragen (Stand 28. März 2020), wobei die archäologische Fundstätte Bottle Creek Indian Mounds sowie das Fort Morgan den Status eines National Historic Landmarks  haben.

## Demografische Daten

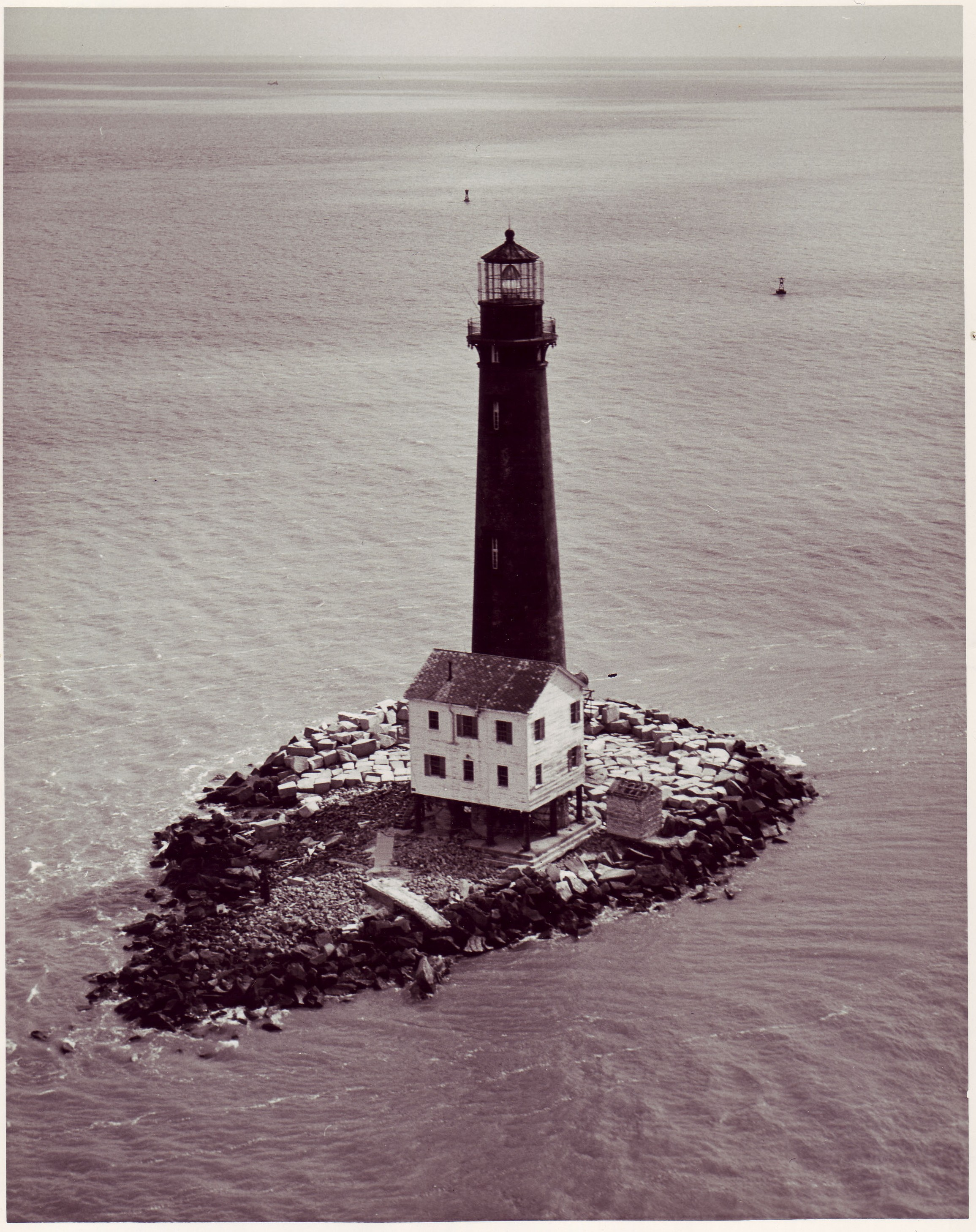
Der Leuchtturm Sand Island Light ist November 1975 im NRHP eingetragen.

Nach der Volkszählung im Jahr 2010 lebten im Baldwin County, (FIPS-Nr.: 1003), 182.265 Menschen in 69.476 Haushalten. Die Bevölkerungsdichte betrug 71,24 Einwohner pro Quadratkilometer, was einer Veränderung von 2,4 Prozent im Vergleich zur Volkszählung von 2000 bedeutet. Ethnisch betrachtet setzte sich die Bevölkerung zusammen aus 87,3 Prozent Weißen, 9,7 Prozent Afroamerikanern, 0,7 Prozent amerikanischen Ureinwohnern, 0,8 Prozent Asiaten, 0,1 Prozent Hawaiianern und Bewohnern aus dem pazifischen Inselraum. 1,4 Prozent stammten von zwei oder mehr Ethnien ab, 4,5 Prozent der Einwohner waren spanischer oder lateinamerikanischer Abstammung.
Von den 69.476 Haushalten hatten 28,8 Prozent Kinder oder Jugendliche unter 18 Jahren, die mit ihnen zusammen lebten. Die durchschnittliche Haushaltsgröße betrug 2,50 Personen.17,1 Prozent waren 65 Jahre oder älter und 20.396 Personen waren Veteranen. 93.320 (51,2 Prozent) waren weiblich und 88.945 (48,8 Prozent) waren männlich.
Das jährliche Durchschnittseinkommen eines Haushalts betrug 69.476 USD, das Prokopfeinkommen betrug 26.469 USD.
2010 gab es im County 19.035 Unternehmen, von denen 2,7 Prozent von Afroamerikanern betrieben wurden, 0,4 Prozent von amerikanischen Ureinwohnern, 1,0 Prozent von Personen asiatischer Abstammung, 1,3 Prozent von Personen spanischer oder lateinamerikanischer Abstammung und 27,3 Prozent von Frauen betrieben wurden.

## Städte und Gemeinden
Citys
| - Bay Minette - Daphne - Fairhope - Foley | - Gulf Shores - Orange Beach - Robertsdale - Spanish Fort |

Towns
| - Elberta - Loxley - Magnolia Springs | - Perdido Beach - Silverhill - Summerdale |

Census-designated place (CDP)
- Point Clear

andere Unincorporated Communitys
- Barnwell
- Battles Wharf
- Belforest
- Blacksher
- Blakeley
- Bon Secour
- Bridgehead
- Bromley
- Carney
- Carpenter
- Caswell
- Cedar Grove
- Clay City
- Crossroads
- D’Olive
- Douglasville
- Dyas
- Ellisville
- Elsanor
- Fort McDermott
- Fort Morgan
- Gasque
- Gateswood
- Georgetown
- Gulf Highlands
- Houstonville
- Hurricane
- Jackson Oak
- Josephine
- Latham
- Lillian
- Little River
- Lottie
- Loyola Villa
- Magnolia Beach
- Malbis
- Marlow
- Miflin
- Montrose
- Oak
- Palmetto Beach
- Park City
- Perdido
- Phillipsville
- Pinchona
- Pine Grove
- Rabun
- Redtown
- River Park
- Romar Beach
- Rosinton
- Seacliff
- Seminole
- Serange
- Stapleton
- Steelwood
- Stockton
- Tensaw
- Turkey Branch
- Vaughn
- Volanta
- Whitehouse Forks
- Yelling Settlement
- Yupon